# Gmina Supraśl
Die Gmina Supraśl ist eine Stadt-und-Land-Gemeinde im Powiat Białostocki der Woiwodschaft Podlachien in Polen. Ihr Sitz ist die gleichnamige Stadt (belarussisch Су́прасль) mit etwa 4700 Einwohnern.

## Geschichte
Von 1975 bis 1978 gehörte das Gemeindegebiet zur Woiwodschaft Białystok und von 1807 bis 1918 zu Russland.

## Gliederung
Die Stadt-und-Land-Gemeinde umfasst neben der namensgebenden Stadt 14 Dörfer mit Schulzenämtern: Ciasne, Cieliczanka, Grabówka, Henrykowo, Jałówka, Karakule, Łaźnie, Ogrodniczki, Sobolewo, Sokołda, Sowlany, Surażkowo, Woronicze-Międzyrzecze und Zaścianki.
Weitere Ortschaften sind: Cegielnia, Czołnowo, Drukowszczyzna, Izoby, Komosa, Konne, Kopna Góra, Kozły, Krasne, Krasne (Przysiółek), Krasny Las, Krzemienne, Majówka, Pieczonka, Podjałówka, Podłaźnie, Podsokołda, Podsokołda-Gajówka, Pólko, Sadowy Stok, Stary Majdan, Turo, Turo-Gajówka, Zacisze, Zdroje und Zielona.